# Nora, Princess, and Stray Cat
Nora, Princess, and Stray Cat (ノラと皇女と野良猫ハート?, Nora to ōjo to noraneko hāto), anche nota come Noratoto (ノラとと?), è una visual novel giapponese per adulti sviluppata da Harukaze, pubblicata per Microsoft Windows il 26 febbraio 2016. Una versione per PlayStation Vita è stata annunciata per autunno 2017. Una trasposizione letteraria a cura di Itsuki Ōzora ha avuto inizio il 30 giugno 2017. Un adattamento anime di corti, coprodotto da DMM.futureworks e W-Toon Studio, è stato trasmesso in Giappone tra il 12 luglio e il 27 settembre 2017.

## Personaggi
Nora Handa (反田 ノラ?, Handa Nora)
Patricia of End (パトリシア・オブ・エンド?, Patorishia obu Endo)
Doppiata da: Yūka Kotorii (PC), Natsumi Takamori (PSV, anime)
Michi Kuroki (黒木 未知?, Kuroki Michi)
Doppiata da: Sora Haruka (PC), Eri Sendai (PSV, anime)
Shachi Yūri (夕莉 シャチ?, Yūri Shachi)
Doppiata da: Misaki Kamishiro (PC), Yū Asakawa (PSV, anime)
Yūki Asuhara (明日原 ユウキ?, Asuhara Yūki)
Doppiata da: Hana Kiritani (PC), Atsumi Tanezaki (PSV, anime)

## Anime
Annunciato il 29 dicembre 2015 da Harukaze al Comiket 89, un adattamento anime di corti di dodici episodi, coprodotto da DMM.futureworks e W-Toon Studio per la regia di Kenshirō Morii, è andato in onda dal 12 luglio al 27 settembre 2017. La sigla di apertura è Ne! Ko! (ネ！コ！?) delle doppiatrici Natsumi Takamori, Eri Sendai, Yū Asakawa e Atsumi Tanezaki. In tutto il mondo, ad eccezione dell'Asia, gli episodi sono stati trasmessi in streaming in simulcast, anche coi sottotitoli in lingua italiana, da Crunchyroll.